# Iodure de calcium
L'iodure de calcium est un composé inorganique de formule CaI2.